# طواف إيطاليا للسيدات 2015
طواف إيطاليا للسيدات 2015 (بالإنجليزية: 2015 Giro d'Italia Femminile)‏ هو سباق دراجات هوائية، وهو الموسم رقم 26 من السباق، وأقيم خلال الفترة 3 يوليو 2015، وحتى 12 يوليو 2015، وامتدّ لمسافة 890 كيلومتر، وهو من نوع 2.1، وهو من نوع سباق الدراجات، وقد شارك في السباق 148 متسابقاً ووصل إلى نهايته 106 متسابقاً.
فاز فيه بالمركز الأول أنا فان دير بريغين، وبالمركز الثاني مارا أبوت، وبالمركز الثالث ميغان غوارنير.

## المراحل
| المرحلة   | التاريخ  | الدورة                           | type                  | المسافة (كم) | الفائز بالمرحلة     | القائد العام       |
| --------- | -------- | -------------------------------- | --------------------- | ------------ | ------------------- | ------------------ |
| المقدمة   | 3 يوليو  | لبلانة – لبلانة                  | مرحلة سباق زمني       | 2            | أنيميك فان فليوتن   | أنيميك فان فليوتن  |
| المرحلة 1 | 4 يوليو  | كامنيك – لبلانة                  | مرحلة مستوية          | 102٫5        | باربرا جوارشي       | لوسيندا براند      |
| المرحلة 2 | 5 يوليو  | Gaiarine ‏ – San Fior ‏            | مرحلة التلال          | 121٫5        | ميغان غوارنير       | ميغان غوارنير      |
| المرحلة 3 | 6 يوليو  | كيرتاتون – منتوة                 | مرحلة مستوية          | 130٫4        | لوسيندا براند       | ميغان غوارنير      |
| المرحلة 4 | 7 يوليو  | بيولتيلو – Pozzo d'Adda ‏         | مرحلة مستوية          | 98           | Annalisa Cucinotta ‏ | ميغان غوارنير      |
| المرحلة 5 | 8 يوليو  | تريزو سولاده – أبريكا            | مرحلة متوسطة          | 128٫4        | بولين فيرون-برفوت   | ميغان غوارنير      |
| المرحلة 6 | 9 يوليو  | Tresivio ‏ – موربينو              | مرحلة جبلية           | 102٫5        | مايوكو هاغيوارا     | ميغان غوارنير      |
| المرحلة 7 | 10 يوليو | أرينزانو – لوانو                 | مرحلة جبلية           | 89٫7         | لوسيندا براند       | ميغان غوارنير      |
| المرحلة 8 | 11 يوليو | بيسانو – نيبونو                  | مرحلة سباق الزمن فردي | 21٫7         | أنا فان دير بريغين  | أنا فان دير بريغين |
| المرحلة 9 | 12 يوليو | فربانيا – San Domenico di Varzo ‏ | مرحلة جبلية           | 92٫7         | مارا أبوت           | أنا فان دير بريغين |

## النتيجة

### مرحلة 1
أجريت في 3 يوليو 2015 فاز بالمرحلة أنيميك فان فليوتن، ومتصدر الترتيب العام في نهاية المرحلة أنيميك فان فليوتن.
| \| التصنيف العام \| التصنيف العام \| التصنيف العام \| التصنيف العام \| التصنيف العام \| \| العداء \| العداء \| الفريق \| الوقت \| \| \| ------------- \| ------------- \| ------------- \| ------------- \| ------------- \| |        |        |       |  |
| |        |        |       |  |
| |        |        |       |  |
| التصنيف العام |        |        |       |  |
| العداء | العداء | الفريق | الوقت |  |

### مرحلة 2
هي مرحلة مسطحة، أجريت في 4 يوليو 2015 فاز بالمرحلة باربرا جوارشي، ومتصدر الترتيب العام في نهاية المرحلة لوسيندا براند.
| \| التصنيف العام \| التصنيف العام \| التصنيف العام \| التصنيف العام \| التصنيف العام \| \| العداء \| العداء \| الفريق \| الوقت \| \| \| ------------- \| ------------- \| ------------- \| ------------- \| ------------- \| |        |        |       |  |
| |        |        |       |  |
| |        |        |       |  |
| التصنيف العام |        |        |       |  |
| العداء | العداء | الفريق | الوقت |  |

### مرحلة 3
هي مرحلة جبلية، أجريت في 5 يوليو 2015 فاز بالمرحلة ميغان غوارنير، ومتصدر الترتيب العام في نهاية المرحلة ميغان غوارنير.
| \| التصنيف العام \| التصنيف العام \| التصنيف العام \| التصنيف العام \| التصنيف العام \| \| العداء \| العداء \| الفريق \| الوقت \| \| \| ------------- \| ------------- \| ------------- \| ------------- \| ------------- \| |        |        |       |  |
| |        |        |       |  |
| |        |        |       |  |
| التصنيف العام |        |        |       |  |
| العداء | العداء | الفريق | الوقت |  |

### مرحلة 4
هي مرحلة مسطحة، أجريت في 6 يوليو 2015 فاز بالمرحلة لوسيندا براند، ومتصدر الترتيب العام في نهاية المرحلة ميغان غوارنير.
| \| التصنيف العام \| التصنيف العام \| التصنيف العام \| التصنيف العام \| التصنيف العام \| \| العداء \| العداء \| الفريق \| الوقت \| \| \| ------------- \| ------------- \| ------------- \| ------------- \| ------------- \| |        |        |       |  |
| |        |        |       |  |
| |        |        |       |  |
| التصنيف العام |        |        |       |  |
| العداء | العداء | الفريق | الوقت |  |

### مرحلة 5
هي مرحلة مسطحة، أجريت في 7 يوليو 2015 فاز بالمرحلة Annalisa Cucinotta ‏، ومتصدر الترتيب العام في نهاية المرحلة ميغان غوارنير.
| \| التصنيف العام \| التصنيف العام \| التصنيف العام \| التصنيف العام \| التصنيف العام \| \| العداء \| العداء \| الفريق \| الوقت \| \| \| ------------- \| ------------- \| ------------- \| ------------- \| ------------- \| |        |        |       |  |
| |        |        |       |  |
| |        |        |       |  |
| التصنيف العام |        |        |       |  |
| العداء | العداء | الفريق | الوقت |  |

### مرحلة 6
هي مرحلة جبلية متوسطة، أجريت في 8 يوليو 2015 فاز بالمرحلة بولين فيرون-برفوت، ومتصدر الترتيب العام في نهاية المرحلة ميغان غوارنير.
| \| التصنيف العام \| التصنيف العام \| التصنيف العام \| التصنيف العام \| التصنيف العام \| \| العداء \| العداء \| الفريق \| الوقت \| \| \| ------------- \| ------------- \| ------------- \| ------------- \| ------------- \| |        |        |       |  |
| |        |        |       |  |
| |        |        |       |  |
| التصنيف العام |        |        |       |  |
| العداء | العداء | الفريق | الوقت |  |

### مرحلة 7
هي مرحلة جبلية، أجريت في 9 يوليو 2015 فاز بالمرحلة مايوكو هاغيوارا، ومتصدر الترتيب العام في نهاية المرحلة ميغان غوارنير.
| \| التصنيف العام \| التصنيف العام \| التصنيف العام \| التصنيف العام \| التصنيف العام \| \| العداء \| العداء \| الفريق \| الوقت \| \| \| ------------- \| ------------- \| ------------- \| ------------- \| ------------- \| |        |        |       |  |
| |        |        |       |  |
| |        |        |       |  |
| التصنيف العام |        |        |       |  |
| العداء | العداء | الفريق | الوقت |  |

### مرحلة 8
هي مرحلة جبلية، أجريت في 10 يوليو 2015 فاز بالمرحلة لوسيندا براند، ومتصدر الترتيب العام في نهاية المرحلة ميغان غوارنير.
| \| التصنيف العام \| التصنيف العام \| التصنيف العام \| التصنيف العام \| التصنيف العام \| \| العداء \| العداء \| الفريق \| الوقت \| \| \| ------------- \| ------------- \| ------------- \| ------------- \| ------------- \| |        |        |       |  |
| |        |        |       |  |
| |        |        |       |  |
| التصنيف العام |        |        |       |  |
| العداء | العداء | الفريق | الوقت |  |

### مرحلة 9
هي مرحلة من نوع سباق فردي ضد الساعة، أجريت في 11 يوليو 2015 فاز بالمرحلة أنا فان دير بريغين، ومتصدر الترتيب العام في نهاية المرحلة أنا فان دير بريغين.
| \| التصنيف العام \| التصنيف العام \| التصنيف العام \| التصنيف العام \| التصنيف العام \| \| العداء \| العداء \| الفريق \| الوقت \| \| \| ------------- \| ------------- \| ------------- \| ------------- \| ------------- \| |        |        |       |  |
| |        |        |       |  |
| |        |        |       |  |
| التصنيف العام |        |        |       |  |
| العداء | العداء | الفريق | الوقت |  |

### مرحلة 10
هي مرحلة جبلية، أجريت في 12 يوليو 2015 فاز بالمرحلة مارا أبوت، ومتصدر الترتيب العام في نهاية المرحلة أنا فان دير بريغين.
| \| التصنيف العام \| التصنيف العام \| التصنيف العام \| التصنيف العام \| التصنيف العام \| \| العداء \| العداء \| الفريق \| الوقت \| \| \| ------------- \| ------------- \| ------------- \| ------------- \| ------------- \| |        |        |       |  |
| |        |        |       |  |
| |        |        |       |  |
| التصنيف العام |        |        |       |  |
| العداء | العداء | الفريق | الوقت |  |

## الفائزون
| الترتيب    | الفائز              |
| ---------- | ------------------- |
| الفائز     | أنا فان دير بريغين  |
| الثاني     | مارا أبوت           |
| الثالث     | ميغان غوارنير       |
| حسب النقاط | ميغان غوارنير       |
| تسلق الجبل | فلافيا أوليفيرا     |
| أفضل شاب   | كاتارزينا نيفيادوما |

## وصلات خارجية
- الموقع الرسمي
- طواف إيطاليا للسيدات 2015 في موقع Cycling Archives سايكلنج أركايفز